# Goryphus sringeriensis
Goryphus sringeriensis là một loài tò vò trong họ Ichneumonidae.